# DIN 4226
Die DIN-Norm DIN 4226 des Deutschen Instituts für Normung e.V. regelte die für Deutschland gültigen Anforderungen von Gesteinskörnungen für Beton und Mörtel. Inhaltlich gliedert sie sich in vier Teile. Der erste Teil befasst sich mit normalen (Kornrohdichte zwischen 2000 und 3000 kg/m³) und schweren Gesteinskörnungen (größer 3000 kg/m³). Im zweiten Teil werden leichte Gesteinskörnungen (kleiner 2000 kg/m³) behandelt. Anforderungen an rezyklierte Gesteinskörnungen werden im letzten Abschnitt behandelt.
Die erst genannten drei Teile der DIN 4226 wurde im Juni 2004 durch die EN 12620 (Beton), EN 13055 und EN 13139 (Mörtel) abgelöst. Inhaltlich wurde die alte Norm auf die beiden neuen europäischen Normen hinsichtlich des Baustoffes aufgeteilt.
DIN 4226-4:1983-04 beschäftigte sich mit der Güteüberwachung von Beton. Diese wurde 2001/02 durch die damaligen Neuausgaben der DIN 4226-1 und DIN 4226-2 ersetzt.
Zurzeit (Stand Dezember 2013) ist noch die DIN 4226-100:2002-02 Gesteinskörnungen für Beton und Mörtel – Teil 100: Rezyklierte Gesteinskörnungen gültig.